# Frans Nols

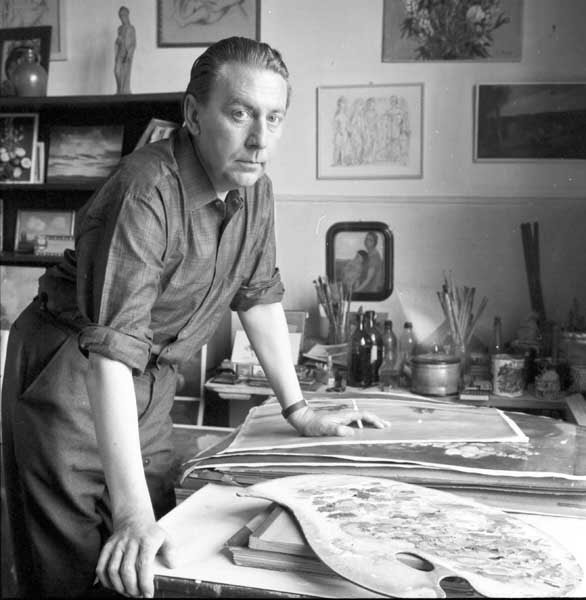
Frans Nols, 1966 in Amsterdam

Franciscus „Frans“ Gerardus Willem Nols (* 10. Juni 1921 in Heerlen; † 16. August 1972 in Amsterdam) war ein niederländischer bildender Künstler.

## Leben
Frans Nols war der Sohn des Malers Arthur Nols und dessen Frau Josephina Gerardina de Rooy. 1941 bis 1944 studierte er an der Middelbare Kunstnijverheidsschool in Maastricht. 1947 bis 1950 setzte er seine Studien an der Rijksakademie van beeldende kunsten in Amsterdam fort.
Seinen ersten großen Auftrag erhielt er von Hubert Spierts, der ihm vier Mosaikfiguren am Altar der Onze-Lieve-Vrouw-Onbevlekt-Ontvangenkerk auftrug.
Nach dem Beschluss des Gemeinderates von Kerkrade von 1952, den Ratssaal mit neuen Glasfenstern auszustatten, bot Nols an, die Fenster als Dank für das Stipendium anzufertigen, das der Gemeinderat ihm für sein Studium in Amsterdam gewährt hatte. 1954 begann er mit der Arbeit, wobei der Gemeinderat lediglich die Materialkosten übernahm.
Von 1961 bis 1969 war er Dozent an der Jan van Eyck Academie.

## Themen
In Nols' Werk sind der Bergbau und die Provinz Limburg wiederkehrende Themen.

## Lehrer und Schüler
Nols war ein Schüler Gé Rölings. Unter seinen Schülern waren Hans van Drumpt, Wim Lutz, Frans Vos, Lex Wechgelaar und Piet Willems.

## Werke
- Mosaikfiguren im Altar der Onze-Lieve-Vrouw-Onbevlekt-Ontvangenkerk in Terwinselen (1952)
- Drei Fenster für das Ministerie van Sociale Zaken en Werkgelegenheid in Den Haag (1953)[2]
- Chorbilder in der Onze-Lieve-Vrouw-Onbevlekt-Ontvangenkerk in Terwinselen (1956)[7]
- Dreißig Fenster im Rathaussaal von Kerkrade (1954–1955)

## Auszeichnungen
- Koninklijke Subsidie voor de Schilderkunst (1950, 1951, 1953)
- Talensprijs (1959)